# Eberhard d'Augsbourg
Eberhard Ier (mort le 26 mai 1047) est le 26e évêque d'Augsbourg de 1029 à sa mort.

## Biographie
Eberhard, également appelé Eppo, est nommé évêque d'Augsbourg par l'empereur Conrad II le Salique. Dans cette fonction, il se distingue particulièrement en promouvant les institutions monastiques du diocèse. En 1030, l'évêque reçoit la visite de l'empereur, le comte Henri de Wirtemberg est également présent.